# Liste der Deutschen Hallenmeister in der 4-mal-200-Meter-Staffel
Die 4-mal-200-Meter-Staffel wurde erstmals 1954 in das Programm der Deutschen Leichtathletik-Hallenmeisterschaften aufgenommen. Zu Beginn, oft auch als 4-mal-1-Runde-Staffel, wurde sie nur von den Frauen gelaufen. Männer starten seit 1985 in dieser Disziplin.

## Männer
| 1985: | LG Bayer Leverkusen (Frank Pilgram, Norbert Dobeleit, Thomas Geuyen, Ralf Lübke)                  |
| 1986: | LG Bayer Leverkusen (Frank Pilgram, Norbert Dobeleit, Carsten Dally, Ralf Lübke)                  |
| 1987: | SCC Berlin (Frank Tschugg, Oliver Schmidt, Ralf Höhle, Matthias Conrad)                           |
| 1988: | TV Wattenscheid (Norbert Dobeleit, Michael Becker, Dirk Schweisfurth, Fritz Heer)                 |
| 1989: | TV Wattenscheid (Volker Westhagemann, Norbert Dobeleit, Fritz Heer, Wolfgang Zinser)              |
| 1990: | Salamander Kornwestheim (Peter Klein, Andreas Zügel, Holger Lutz, Klaus Just)                     |
| 1991: | LAV Bayer Uerdingen/Dormagen (Michael Kutscher, Opladen, Heinz Hünnekes, Stefan Peters)           |
| 1992: | SV Union Groß Ilsede (Andreas Stärk, Andreas Wirth, Jan Lillie, Karsten Leuteritz)                |
| 1993: | TV Wattenscheid (Dietmar Schulte, Matthias Franke, Michael Huke, Norbert Dobeleit)                |
| 1994: | LAC Quelle Fürth/München 1860 (Jürgen Urban, Peter Neumaier, Norbert Wörlein, Jörg Rößler)        |
| 1995: | TV Wattenscheid (Holger Blume, Michael Huke, Stephan Striezel, Marc Blume)                        |
| 1996: | LT 85 Hannover (André Volkmann, Matthias Franke, Alexander Kosenkow, Jan Hendrik Marhauer)        |
| 1997: | LAC Quelle Fürth/München 1860 (Florian Schwarthoff, Faliero Graiani, Jürgen Urban, Jörg Rößler)   |
| 1998: | VfL Sindelfingen (Stefan Holz, Michael Schwab, Marc Kochan, Holger Vogelsang)                     |
| 1999: | VfL Sindelfingen (Stefan Holz, Tobias Unger, Marc Kochan, Wolfram Ebner)                          |
| 2000: | LG Salamander Kornwestheim (Florian Köpfer, Florian Gamper, Christian Schacht, Mike Höschele)     |
| 2001: | LG Nike Berlin (Ronny Ostwald, Ralf Riester, Steffen Landgraf, Kofi Amoah Prah)                   |
| 2002: | TV Wattenscheid (Alexander Kosenkow, Marc Blume, Holger Blume, Jérôme Crews)                      |
| 2003: | TV Wattenscheid (Alexander Kosenkow, Holger Blume, Henning Hackelbusch, David Filipowski)         |
| 2004: | TV Wattenscheid (Alexander Kosenkow, Marc Blume, Holger Blume, David Filipowski)                  |
| 2005: | TV Wattenscheid (Alexander Kosenkow, Marc Blume, Holger Blume, Jan-Christopher Schulte)           |
| 2006: | TV Wattenscheid (Sebastian Ernst, Marc Blume, Jan-Christopher Schulte, Ronny Ostwald)             |
| 2007: | TV Wattenscheid (Sebastian Ernst, Marc Blume, Jan-Christopher Schulte, Alexander Kosenkow)        |
| 2008: | TV Wattenscheid (Alexander Kosenkow, Julian Reus, Jan-Christopher Schulte, Ronny Ostwald)         |
| 2009: | TV Wattenscheid (Alexander Kosenkow, Sebastian Ernst, Julian Reus, Jan-Christopher Schulte)       |
| 2010: | TV Wattenscheid (Sebastian Ernst, Alexander Kosenkow, Robin Erewa, Willi Mathiszik)               |
| 2011: | TV Wattenscheid (Sebastian Ernst, Alexander Kosenkow, Alwin Flohr, Christian Blum)                |
| 2012: | TV Wattenscheid (Julian Reus, Robin Erewa, Alexander Kosenkow, Christian Blum)                    |
| 2013: | LG Stadtwerke München (Kamghe Gaba, Jonas Plass, Benedikt Wiesend, David Gollnow)                 |
| 2014: | TV Wattenscheid (Julian Reus, Robin Erewa, Sebastian Ernst, Alexander Kosenkow)                   |
| 2015: | TV Wattenscheid (Robin Erewa, Sebastian Ernst, Alexander Kosenkow, Maximilian Ruth)               |
| 2016: | TSV Bayer 04 Leverkusen (Aleixo-Platini Menga, Kai Köllmann, Lukas Blechschmidt, Nico Menzel)     |
| 2017: | TV Wattenscheid (Robin Erewa, Maurice Huke, Carlo Weckelmann, Maximilian Ruth)                    |
| 2018: | LG Rhein-Wied (Kai Kazmirek, Pascal Kirstges, Daniel Roos, Darius Mann)                           |
| 2019: | TSV Bayer 04 Leverkusen II (Aleixo-Platini Menga, Tobias Lange, Jonas Breitkopf, Daniel Hoffmann) |
| 2020: | TSV Bayer 04 Leverkusen (Aleixo-Platini Menga, Daniel Hoffmann, Sven Bulik, Fabian Bürckel)       |

## Frauen
| 1954: | Eintracht Frankfurt (Renate Schwarzkopf, Thoma, Karola Ebenritter, Irmgard Egert)                 |
| 1955: | Eintracht Frankfurt (Karola Ebenritter, Irmgard Egert, Schickedanz, Käthe Weigel)                 |
| 1956: | Eintracht Frankfurt (Karola Ebenritter, Renate Schwarzkopf, Irmgard Egert, Käthe Weigel)          |
| 1957: | OSV Hörde (Charlotte Schmidt, Taczanowiak, Christel Schneider, Renate Nitschke)                   |
| 1958: | Hannover 96 (Schrader, Renate Marsch, Pachnicke, Erika Fisch)                                     |
| 1959: | OSV Hörde (Marianne Niederquell, Charlotte Schmidt, Christel Schneider, Renate Vetter)            |
| 1960: | OSV Hörde (Doris Goldhausen, Michel, Bärbel Tölle, Marianne Niederquell)                          |
| 1961: | OSC Berlin (Isolde Beichler, Karla Klimpke, Hannelore Swienty, Marianne Lück)                     |
| 1962: | Hannover 96 (Renate Bicker, Renate Rose, Erika Fisch, Helga Henning)                              |
| 1963: | Hannover 96 (Renate Meyer, Christa Elsler, Helga Henning, Jutta Heine)                            |
| 1964: | Hamburger SV (Sigrid Hüttenrauch, Gerda Paetow, Karin Schneider, Helga Henning)                   |
| 1965: | OSC Berlin (Erika Rybakowski, Renate Burgemeister, Marlies Fünfstück, Hannelore Swienty)          |
| 1966: | OSC Berlin (Erika Rybakowski, Gabriele Krug, Hannelore Trabert, Marlies Fünfstück)                |
| 1967: | OSC Berlin (Hannelore Trabert, Renate Burgemeister, Jutta Stöck, Marlies Fünfstück)               |
| 1968: | OSC Berlin (Renate Meyer, Gabriele Grossekettler, Marlies Fünfstück, Hannelore Trabert)           |
| 1969: | TuS 04 Leverkusen (Christine Linz, Ursula Schruff, Elisabeth Kamphues, Heide Rosendahl)           |
| 1970: | TuS 04 Leverkusen (Elisabeth Kamphues, Uta Nolte, Jutta Kahmeier, Heide Rosendahl)                |
| 1971: | TuS 04 Leverkusen (Rita Wilden, Jutta Kahmeier, Ursula Schruff, Heide Rosendahl)                  |
| 1972: | TuS 04 Leverkusen (Jutta Kahmeier, Ursula Schruff, Rita Wilden, Heide Rosendahl)                  |
| 1973: | TuS 04 Leverkusen (Erika Weinstein, Uta Nolte, Gisela Ellenberger, Rita Wilden)                   |
| 1974: | TuS 04 Leverkusen (Erika Weinstein, Gisela Ellenberger, Brigitte Koczelnik, Rita Wilden)          |
| 1975: | TuS 04 Leverkusen (Rita Wilden, Erika Weinstein, Brigitte Koczelnik, Karola Claus)                |
| 1976: | OSC Dortmund (Inge Helten, Sabine Wuttig, Ina Wallburg, Annegret Richter)                         |
| 1977: | OSC Dortmund (Gaby Bußmann, Ina Wallburg, Silvia Hollmann, Annegret Richter)                      |
| 1978: | SV Bayer 04 Leverkusen (Liesel Bömelburg, Erika Weinstein, Marion Schwerdtfeger, Elvira Possekel) |
| 1979: | ASV Köln (Christina Sussiek, Gaby Bußmann, Marie-Luise Bockelmann, Birgit Vöcking)                |
| 1980: | LG Bayer Leverkusen (Rita Meurer, Christina Sussiek, Jasmin Fischer, Elke Decker)                 |
| 1981: | LG Bayer Leverkusen (Rita Meurer, Jasmin Fischer, Claudia Steger, Christina Sussiek)              |
| 1982: | LAV Düsseldorf (Marita Feller, Anne Griese, Heike vom Wege, Sabine Everts)                        |
| 1983: | LG Bayer Leverkusen (Birgit Vöcking, Claudia Steger, Elke Decker, Christina Sussiek)              |
| 1984: | SC Eintracht Hamm (Corinna Krug, Gaby Bußmann, Helga Arendt, Gisela Kinzel)                       |
| 1985: | SC Eintracht Hamm (Andrea Bersch, Corinna Krug, Mechthild Kluth, Gisela Kinzel)                   |
| 1986: | VfL Sindelfingen (Andrea Bersch, Ulrike Sarvari, Birgit Wolf, Heidi-Elke Gaugel)                  |
| 1987: | VfL Sindelfingen (Ulrike Sarvari, Andrea Bersch, Anke Köninger, Birgit Wolf)                      |
| 1988: | SC Eintracht Hamm (Gisela Arendt, Silke Knoll, Mechthild Kluth, Gisela Kinzel)                    |
| 1989: | VfL Sindelfingen (Ulrike Sarvari, Margrit Schiller, Andrea Thomas, Ina Cordes)                    |
| 1990: | VfL Sindelfingen (Ulrike Sarvari, Birgit Wolf, Margrit Schiller, Margit Grötzinger)               |
| 1991: | VfL Sindelfingen (Andrea Thomas, Doreen Fahrendorff, Margrit Schiller, Ina Cordes)                |
| 1992: | VfL Sindelfingen (Andrea Thomas, Ulrike Sarvari, Margrit Schiller, Doreen Fahrendorff)            |
| 1993: | VfL Sindelfingen (Doreen Fahrendorff, Birgit Wolf, Iris Grundig, Ina Cordes)                      |
| 1994: | LG Olympia Dortmund (Martina Kersting, Heike Lüningschrör, Andrea Bornscheuer, Silke Knoll)       |
| 1995: | LG Olympia Dortmund (Silke Knoll, Martina Kersting, Sandra Kuschmann, Heike Lüningschrör)         |
| 1996: | TV Wattenscheid (Melanie Paschke, Bettina Zipp, Carmen Bertmaring, Monika Gosciniak)              |
| 1997: | LG Olympia Dortmund (Silke Knoll, Andrea Philipp, Esther Möller, Birgit Brodbeck)                 |
| 1998: | USC Mainz (Florence Ekpo-Umoh, Ulrike Holzner, Marion Wagner, Mona Steigauf)                      |
| 1999: | LG Olympia Dortmund (Esther Möller, Gabi Rockmeier, Birgit Rockmeier, Andrea Philipp)             |
| 2000: | LG Olympia Dortmund (Birgit Rockmeier, Sina Schielke, Esther Möller, Katchi Habel)                |
| 2001: | LG Olympia Dortmund (Katchi Habel, Birgit Rockmeier, Sina Schielke, Gabi Rockmeier)               |
| 2002: | LG Olympia Dortmund (Sandra Möller, Sina Schielke, Birgit Rockmeier, Gabi Rockmeier)              |
| 2003: | LG Olympia Dortmund (Katchi Habel, Birgit Rockmeier, Sandra Möller, Gabi Rockmeier)               |
| 2004: | LG Nike Berlin (Nadine Balkow, Claudia Marx, Anja Neupert, Katharina Gröb)                        |
| 2005: | MTG Mannheim (Sabrina Mulrain, Johanna Kedzierski, Nadine Hentschke, Anne Möllinger)              |
| 2006: | LG Weserbergland (Cathleen Tschirch, Nicole Marahrens, Nina Giebel, Jala Gangnus)                 |
| 2007: | LG Weserbergland (Cathleen Tschirch, Nicole Marahrens, Nina Giebel, Jala Gangnus)                 |
| 2008: | TSV Bayer 04 Leverkusen (Anne-Kathrin Elbe, Mareike Peters, Christine Schulz, Sorina Nwachukwu)   |
| 2009: | TSV Bayer Leverkusen (Cathleen Tschirch, Anne-Kathrin Elbe, Julia Förster, Mareike Peters)        |
| 2010: | TSV Bayer Leverkusen (Cathleen Tschirch, Anne-Kathrin Elbe, Wiebke Ullmann, Mareike Peters)       |
| 2011: | TSV Bayer 04 Leverkusen (Mareike Peters, Julia Förster, Jennifer Oeser, Wiebke Ullmann)           |
| 2012: | TV Wattenscheid (Christina Haack, Esther Cremer, Yasmin Kwadwo, Maike Dix)                        |
| 2013: | TV Wattenscheid (Maike Dix, Esther Cremer, Maral Feizbakhsh, Pamela Dutkiewicz)                   |
| 2014: | TV Wattenscheid (Maike Dix, Esther Cremer, Maral Feizbakhsh, Pamela Dutkiewicz)                   |
| 2015: | LT DSHS Köln (Friederike Möhlenkamp, Christine Salterberg, Leena Günther, Lena Naumann)           |
| 2016: | TV Wattenscheid (Esther Cremer, Christina Haack, Monika Zapalska, Pamela Dutkiewicz)              |
| 2017: | LG Olympia Dortmund (Marilena Scharff, Gina Lückenkemper, Alexandra Selzer, Klara Leusch)         |
| 2018: | TV Wattenscheid (Keshia Kwadwo, Pamela Dutkiewicz, Monika Zapalska, Maike Schachtschneider)       |
| 2019: | MTG Mannheim (Jessica-Bianca Wessolly, Ricarda Lobe, Nadine Gonska, Katrin Wallmann)              |
| 2020: | TSV Bayer 04 Leverkusen (Jennifer Montag, Louisa Grauvogel, Mareike Arndt, Caroline Klein)        |